# 林昌善
林昌善（1913年—？），男，福建闽侯人，中国昆虫生态学家，北京大学教授。曾任中国动物学会常务理事，中国生态学学会常务理事。